# Ян Цзишэн
Ян Цзишэ́н (кит. трад. 楊繼繩, упр. 杨继绳, пиньинь Yáng Jìshéng, 1940) — современный китайский писатель и журналист.

## Биография
Родился в ноябре 1940 года в уезде Сишуй (провинция Хубэй). Происходил из крестьянской семьи. В 1960-1966 годах учился в университете Цинхуа в Пекине. В 1964 году вступил в Коммунистическую партию Китая. В 1968 году начал работать в государственном информационном агентстве «Синьхуа». Сначала был репортёром. В 1970-1980 годах напечатал ряд статей на социальные темы, в частности по военно-гражданским отношениям, производительности труда. Прошел путь от рядового сотрудника агентства до руководителя отдела публикаций Центра журналистских расследований, главного редактора журнала «Китай Маркет». В 1984 году вошел в список выдающихся журналистов страны.
События 1989 года на площади Тяньаньмэнь значительно повлияли на мировосприятие Яна и на его отношение к руководству Коммунистической партии. Он все больше начинает интересоваться событиями недавнего прошлого, в первую очередь правлением Мао Цзэдуна. Вместе с тем в 1992 году был внесен в перечень лиц, которые имеют право на особые привилегии. В 2001 году он уволился из агентства «Синьхуа». В 2003 году назначается заместителем редактора «Яньхуан Чуньцю».
С 2004 года публикует ряд исследований по деятельности Коммунистической партии в 1950-1960-е годы, а также относительно современных событий. В 2007 году за открытое письмо против нарушения Конституции Яна Цзишена лишили права печататься. Тем не менее в 2008 году он становится членом Китайского медиа-проекта, который является отделением Гонконгского университета. В это время он печатался преимущественно за рубежом. В 2011 году снят запрет относительно публикаций Яна. На данный момент живет и работает в Пекине.

## Творчество
Самым значимым трудом является «Надгробие. Великий китайский голод 1958-1962», посвященный искусственному голоду (около 36 млн человек погибших), который был вызван политикой Мао Цзэдуна. Над ней работал 13 лет, побывав везде в Китае. В КНР издание этого труда запрещено. Ее впервые издали в Гонконге в 2008 году, впоследствии в США, Франции и Германии.
Среди других работ наиболее значимые: «Эпоха Дэн Сяопина: два десятилетия реформ и открытости Китая» (сценарий документального фильма, 1999 год), «Китайское общество» (2000 год), Политическая борьба в Китае в эпоху реформ (2011 год). Ян Цзишен продолжает работать над изучением экономического и социального положения настоящего Китая, угроз рыночной экономики, неэффективного управления со стороны руководства КНР и Коммунистической партии.